# Soulaines-Dhuys
Pour les articles homonymes, voir Soulaines, Laines et Dhuy.
Soulaines-Dhuys est une commune française, située dans le département de l'Aube en région Grand Est.

## Géographie

### Localisation
À la limite de la Champagne humide argileuse et du Barrois aubois calcaire, le pays de Soulaines est boisé, parsemé d'étangs mais aussi sec et proche du vignoble champenois.
Faiblement peuplés, les environs sont riches en sentiers de randonnée, monuments et autres lieux de visite toujours calmes et agréables.

### Géologie et relief
Hydrogéologie et climatologie : Système d’information pour la gestion des eaux souterraines en Seine-Normandie, par le BRGM :
Territoire communal : Occupation du sol (Corinne Land Cover); Cours d'eau (BD Carthage),
Géologie : Carte géologique; Coupes géologiques et techniques,
 Hydrogéologie : Masses d'eau souterraine; BD Lisa; Cartes piézométriques.

### Sismicité
Commune située dans une zone 1 de sismicité très faible,.

### Hydrographie
La commune est dans la région hydrographique « la Seine de sa source au confluent de l'Oise (exclu) » au sein du bassin Seine-Normandie. Elle est drainée par la Laines, les Noues d'Amance, un bras de la Noue d'Armance, le Fossé 01 de la Côtelette, le Fossé 01 de la Galoche, le Fossé 01 de la Moutardière, le Fossé 01 de l'Étang des Cailles, le Forgeot, le ru Bussignot, le ruisseau de Saint-Victor, le ruisseau des Assurees et divers autres petits cours d'eau,.
La Laines, d'une longueur de 28 km, prend sa source dans la commune de Ville-sur-Terre et se jette  dans la Voire à Lentilles, après avoir traversé sept communes. 
Les Noues d'Amance, d'une longueur de 19 km, prend sa source dans la commune de Fuligny et se jette  dans la Laines à Vallentigny, après avoir traversé huit communes. 

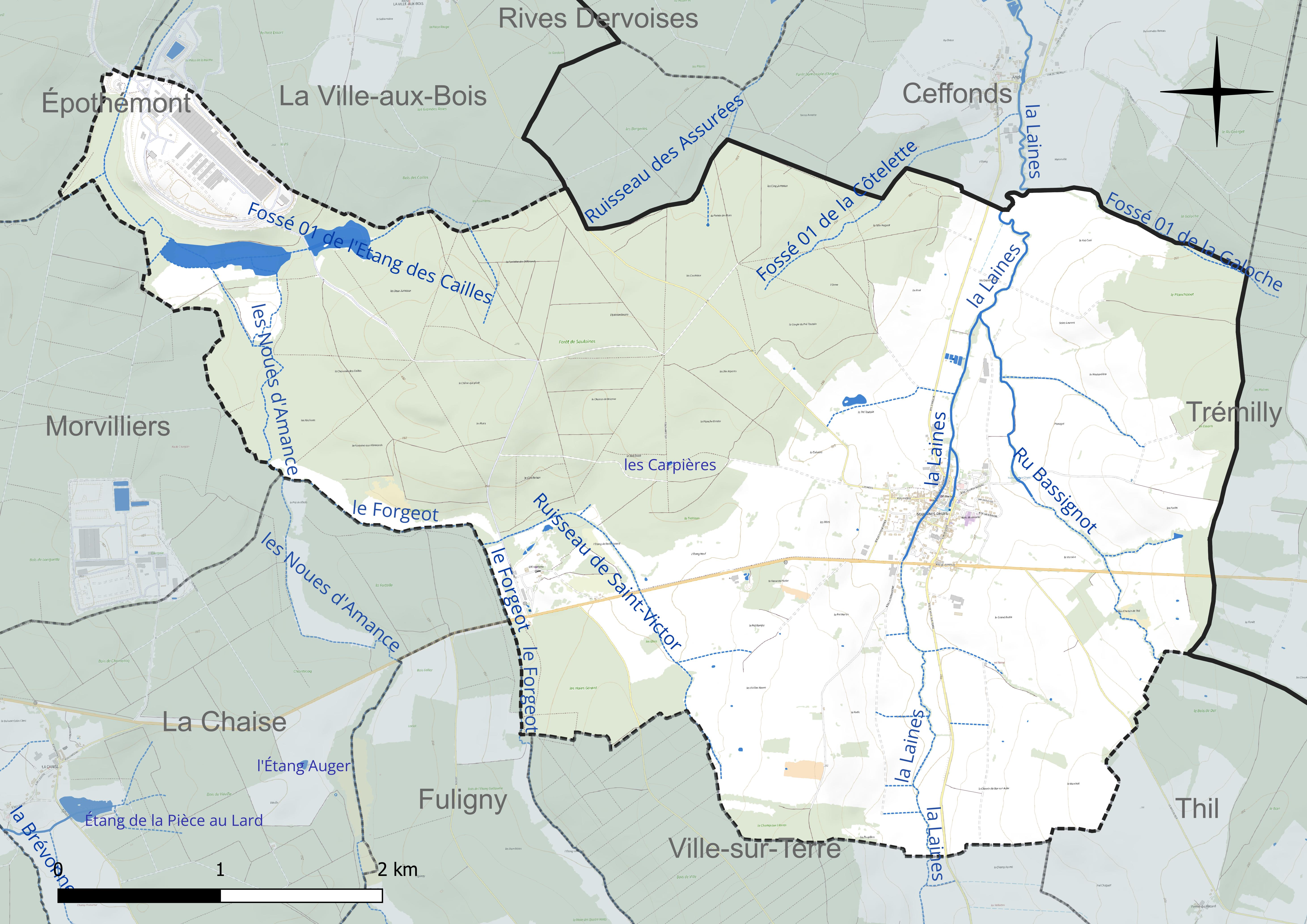
Réseau hydrographique de Soulaines-Dhuys.

Trois plans d'eau complètent le réseau hydrographique : les Carpières (0,1 ha), l'étang de Villemaheu (11,4 ha) et l'étang des Cailles (5,8 ha),.

### Climat
Pour des articles plus généraux, voir Climat du Grand Est et Climat de l'Aube.
En 2010, le climat de la commune est de type climat des marges montargnardes, selon une étude du Centre national de la recherche scientifique s'appuyant sur une série de données couvrant la période 1971-2000. En 2020, Météo-France publie une typologie des climats de la France métropolitaine dans laquelle la commune est exposée à un climat océanique altéré et est dans la région climatique  Lorraine, plateau de Langres, Morvan, caractérisée par un hiver rude (1,5 °C), des vents modérés et des brouillards fréquents en automne et hiver. 
Pour la période 1971-2000, la température annuelle moyenne est de 10,2 °C, avec une amplitude thermique annuelle de 15,9 °C. Le cumul annuel moyen de précipitations est de 848 mm, avec 12,2 jours de précipitations en janvier et 8,8 jours en juillet. Pour la période 1991-2020, la température moyenne annuelle observée sur la station météorologique installée sur la commune est de 11,2 °C et le cumul annuel moyen de précipitations est de 776,4 mm. 
La température maximale relevée sur cette station est de 41,9 °C, atteinte le 25 juillet 2019 ; la température minimale est de −19,1 °C, atteinte le 2 janvier 1997,,. 
| Mois                                  | jan.             | fév.           | mars           | avril         | mai             | juin          | jui.          | août           | sep.          | oct.            | nov.             | déc.           | année      |
| ------------------------------------- | ---------------- | -------------- | -------------- | ------------- | --------------- | ------------- | ------------- | -------------- | ------------- | --------------- | ---------------- | -------------- | ---------- |
| Température minimale moyenne (°C)     | 0,5              | 0,4            | 2,1            | 4,3           | 8,4             | 11,6          | 13,5          | 13,2           | 9,6           | 7,1             | 3,7              | 1,5            | 6,3        |
| Température moyenne (°C)              | 3,6              | 4,3            | 7,2            | 10,3          | 14,2            | 17,5          | 19,7          | 19,3           | 15,4          | 11,8            | 7,1              | 4,4            | 11,2       |
| Température maximale moyenne (°C)     | 6,6              | 8,1            | 12,3           | 16,2          | 20              | 23,5          | 25,8          | 25,5           | 21,2          | 16,4            | 10,6             | 7,3            | 16,1       |
| Record de froid (°C) date du record   | −19,1 02.01.1997 | −15,8 12.02.12 | −14,6 01.03.05 | −7,7 08.04.03 | −1,3 05.05.1996 | 1,5 04.06.01  | 4,7 03.07.11  | 3,3 28.08.1998 | −0,1 25.09.02 | −6,1 31.10.1997 | −12,7 24.11.1998 | −17,8 20.12.09 | −19,1 1997 |
| Record de chaleur (°C) date du record | 17,9 05.01.1999  | 21,5 27.02.19  | 26,2 31.03.21  | 29,4 25.04.07 | 33,7 28.05.17   | 37,7 26.06.19 | 41,9 25.07.19 | 40,6 12.08.03  | 35,8 14.09.20 | 30,1 02.10.23   | 24,1 07.11.15    | 18,2 31.12.22  | 41,9 2019  |
| Précipitations (mm)                   | 61,8             | 57,1           | 57,6           | 55,7          | 70,7            | 60,3          | 65,3          | 62,5           | 64,6          | 75              | 70,4             | 75,4           | 776,4      |

| Diagramme climatique                                  |            |             |             |           |              |              |              |             |           |             |            |
| J                                                     | F          | M           | A           | M         | J            | J            | A            | S           | O         | N           | D          |
| 6,60,561,8                                            | 8,10,457,1 | 12,32,157,6 | 16,24,355,7 | 208,470,7 | 23,511,660,3 | 25,813,565,3 | 25,513,262,5 | 21,29,664,6 | 16,47,175 | 10,63,770,4 | 7,31,575,4 |
| Moyennes : • Temp. maxi et mini °C • Précipitation mm |            |             |             |           |              |              |              |             |           |             |            |

Les paramètres climatiques de la commune ont été estimés pour le milieu du siècle (2041-2070) selon différents scénarios d'émission de gaz à effet de serre à partir des nouvelles projections climatiques de référence DRIAS-2020. Ils sont consultables sur un site dédié publié par Météo-France en novembre 2022.

### Topographie
Sur le cadastre de 1839 on peut lire Bassignot, Calvaire, Chapelle, Chauffour, le Chêne, les Essarts, les étangs des-Cailles, Guillaume, Neuf ; la Fosse-au-Potier, le Gouffre, les Haies-Fleuries, la Maladière, Manguenotte, les Mez, les moulins : Cotton, du Haut, du-Bas, du-Champs ; Notre-Dame, les Noues-d'Amance, Paye-Mal, Plainchanet, la Poterie, Renfroissard, Rû-des-Vignes, Saint-Jean, Saint-Laurent, Saint-Victor, la Tuilerie, Villemaheu la Verrière.
| Épothémont  | La Ville-aux-Bois | Ceffonds Haute-Marne |
| Morvilliers | Soulaines-Dhuys   | Trémilly Haute-Marne |
| La Chaise   | Ville-sur-Terre   | Thil                 |

## Voies de communications et transports

### Voies routières
- D 960 vers La Chaise[17].
- D 24 vers La Ville-aux-Bois.
- D 384 vers Anglus.

### Transports en commun

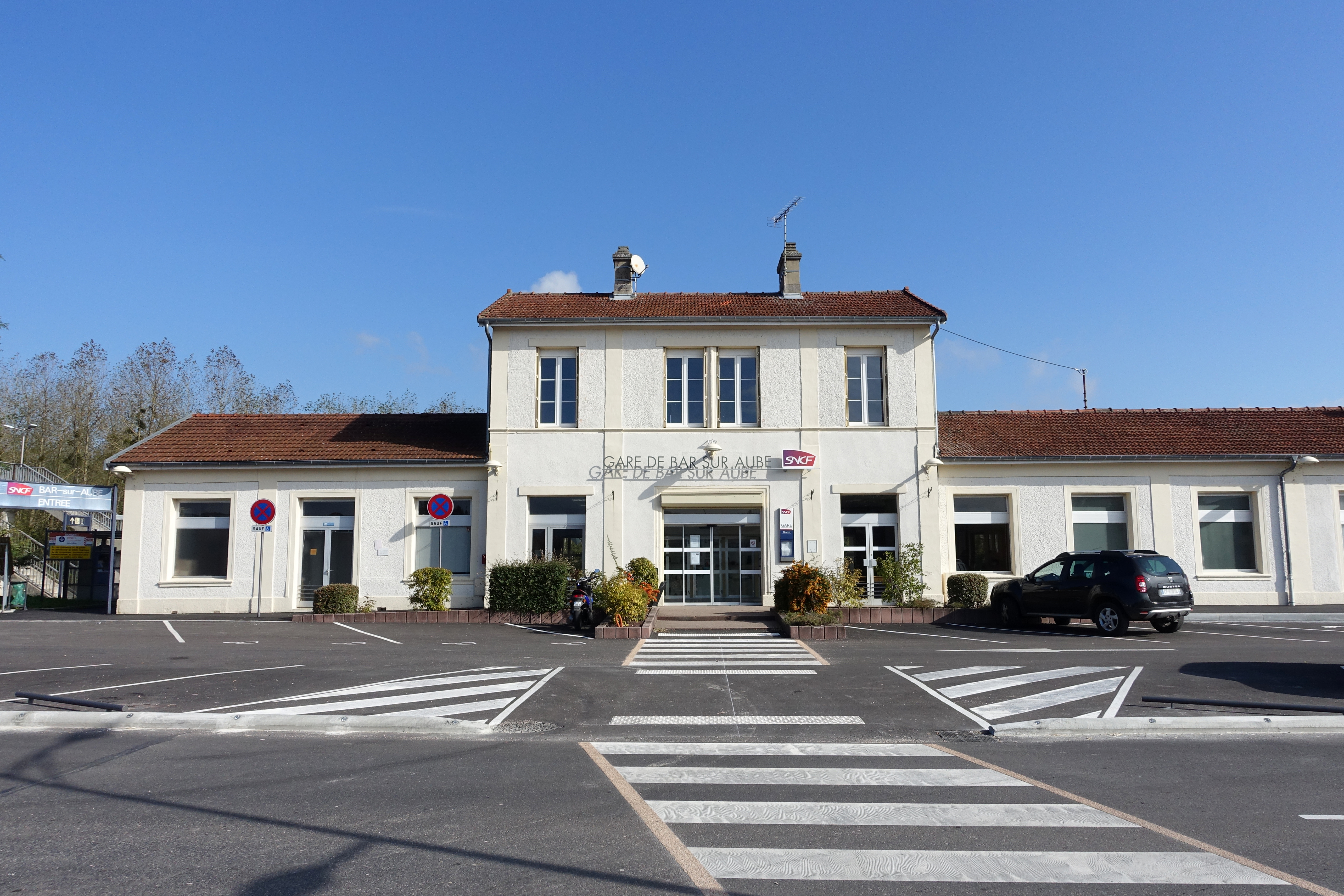
Gare de Bar-sur-Aube.

- Fluo Grand Est.

#### SNCF
- Gare de Bar-sur-Aube,
- Gare de Vendeuvre.

### Transports aériens
Les aéroports les plus proches sont :
- Aéroport de Troyes - Barberey,
- Aéroport de Châlons-Vatry.

## Intercommunalité
Commune membre de la Communauté de communes de Vendeuvre-Soulaines.

## Urbanisme

### Typologie
Au 1er janvier 2024, Soulaines-Dhuys est catégorisée commune rurale à habitat dispersé, selon la nouvelle grille communale de densité à 7 niveaux définie par l'Insee en 2022.
Elle est située hors unité urbaine. Par ailleurs la commune fait partie de l'aire d'attraction de Bar-sur-Aube, dont elle est une commune de la couronne,. Cette aire, qui regroupe 43 communes, est catégorisée dans les aires de moins de 50 000 habitants,.

### Occupation des sols
L'occupation des sols de la commune, telle qu'elle ressort de la base de données européenne d’occupation biophysique des sols Corine Land Cover (CLC), est marquée par l'importance des territoires agricoles (48,7 % en 2018), une proportion sensiblement équivalente à celle de 1990 (49,4 %). La répartition détaillée en 2018 est la suivante : 
forêts (41,6 %), prairies (31,8 %), terres arables (17 %), milieux à végétation arbustive et/ou herbacée (4,7 %), zones industrielles ou commerciales et réseaux de communication (3 %), zones urbanisées (2 %). L'évolution de l’occupation des sols de la commune et de ses infrastructures peut être observée sur les différentes représentations cartographiques du territoire : la carte de Cassini (XVIIIe siècle), la carte d'état-major (1820-1866) et les cartes ou photos aériennes de l'IGN pour la période actuelle (1950 à aujourd'hui).

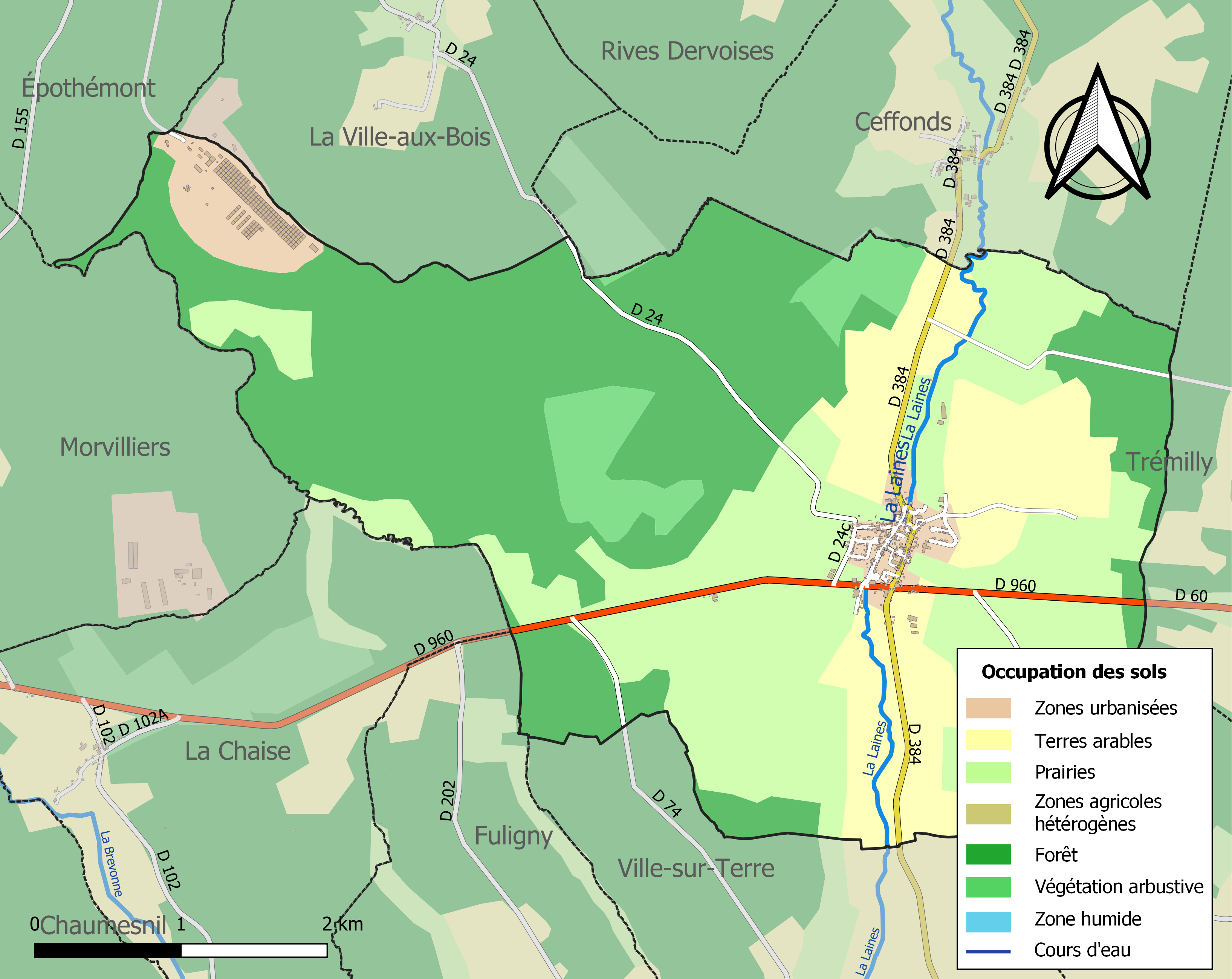
Carte des infrastructures et de l'occupation des sols de la commune en 2018 (CLC).

## Histoire
Un fief de Soulaines dépendait de la seigneurie de Bar-sur-Aube, mais le comte de Champagne en était le principal seigneur. Il y avait un château au village, le viez chastel en 1276 qui n'est plus qu'une tour en 1380 et semble disparu en 1404.
Il y avait au village deux moulins banaux, une fosse à chauffour, ou l'en fait la chaulx, un battoir à écorces et une tannerie.
Le village possédait un prieuré au lieu-dit Re(a)nfroissart, aussi appelé prieuré de Soulaines, ainsi qu'un hôtel-dieu fondé avant 1407 qui était à la collation de l'évêque et qui fut réuni à l'hôpital de Brienne au XVIIe siècle.
En 1789, le village relevait de l'intendance et de la généralité de Châlons, de l'élection de Bar-sur-Aube et du bailliage de Chaumont. Il y avait de plus sept métiers et soixante-quatre fileuses de cotons et une carrière de pierre.
Deux habitants ont été admis parmi les 4281 Justes parmi les nations de France pour avoir sauvé des personnes juives persécutées par le régime nazi et le gouvernement de Vichy :
Georges Marcelot,
Jeanne-Marie Marcelot.

### Plainchanet
Ancien lieu où les moines de Beaulieu avait une maison en 1154, le lieu est cité en 1175 par le pape Alexandre III et jusqu'au début du XVe siècle.

## Politique et administration
| Période                                  | Période  | Identité               | Étiquette | Qualité                                                                                    |
| ---------------------------------------- | -------- | ---------------------- | --------- | ------------------------------------------------------------------------------------------ |
| Les données manquantes sont à compléter. |          |                        |           |                                                                                            |
| mars 2001                                | En cours | M. Philippe Dallemagne | UDI       | Fonctionnaire conseiller général puis départemental,président de la communauté de communes |

### Budget et fiscalité 2021

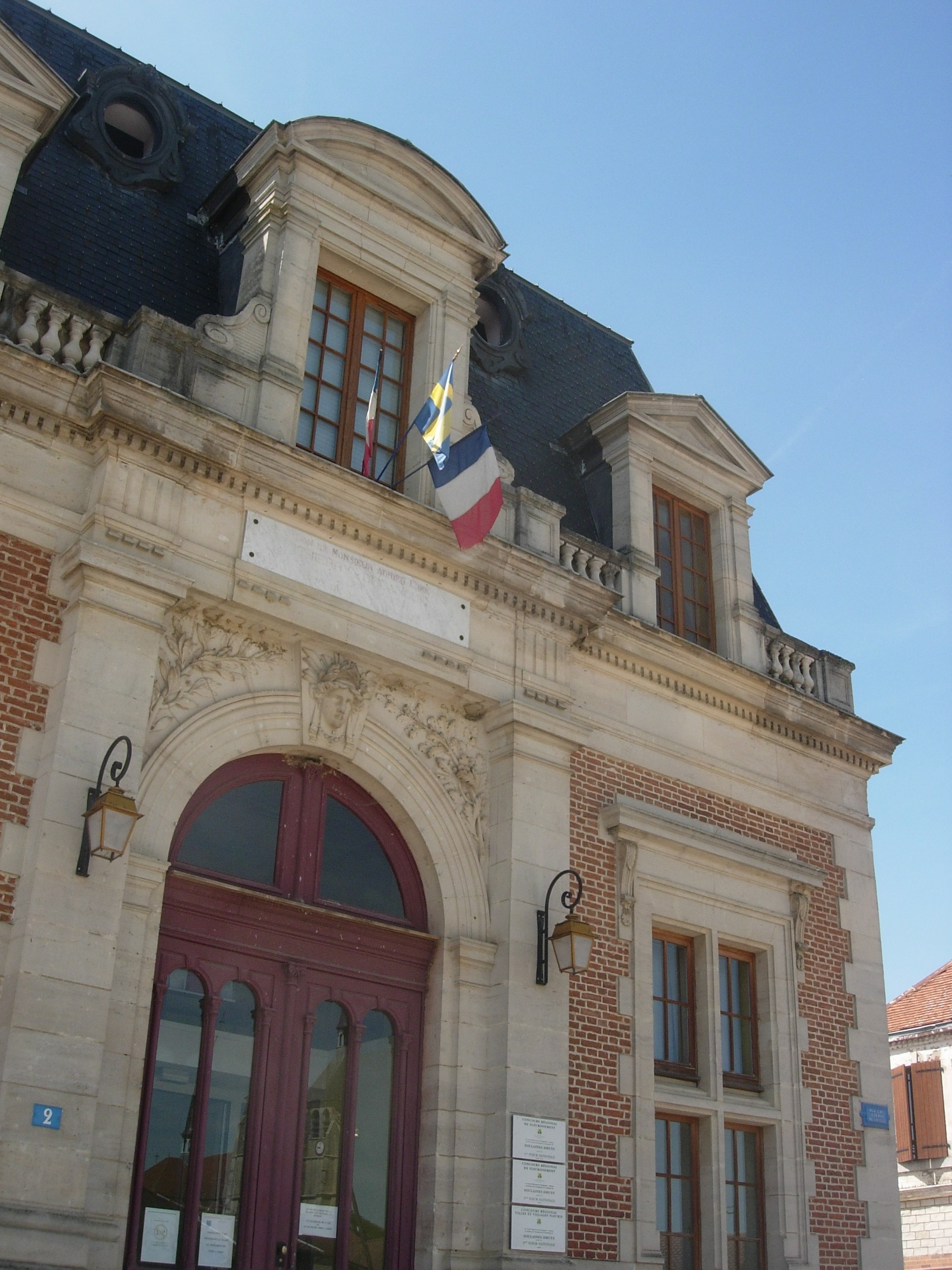
La mairie de Soulaines.

En 2021, le budget de la commune était constitué ainsi :
- total des produits de fonctionnement : 1 674 000 €, soit 3 957 € par habitant ;
- total des charges de fonctionnement : 901 000 €, soit 2 130 € par habitant ;
- total des ressources d'investissement : 1 037 000 €, soit 2 451 € par habitant ;
- total des emplois d'investissement : 1 004 000 €, soit 2 372 € par habitant ;
- endettement : 20 072 000 €, soit 4 899 € par habitant.

Avec les taux de fiscalité suivants :
- taxe d'habitation : 0,00 % ;
- taxe foncière sur les propriétés bâties : 36,42 % ;
- taxe foncière sur les propriétés non bâties : 0,00 % ;
- taxe additionnelle à la taxe foncière sur les propriétés non bâties : 0,00 % ;
- cotisation foncière des entreprises : 0,00 %.

Chiffres clés Revenus et pauvreté des ménages en 2020 : médiane en 2020 du revenu disponible, par unité de consommation : 21 120 €.

## Économie

### Entreprises et commerces

#### Agriculture
- Culture et élevage associés.
- Culture de céréales, de légumineuses et de graines oléagineuses.
- Élevage de vaches laitières.

#### Tourisme

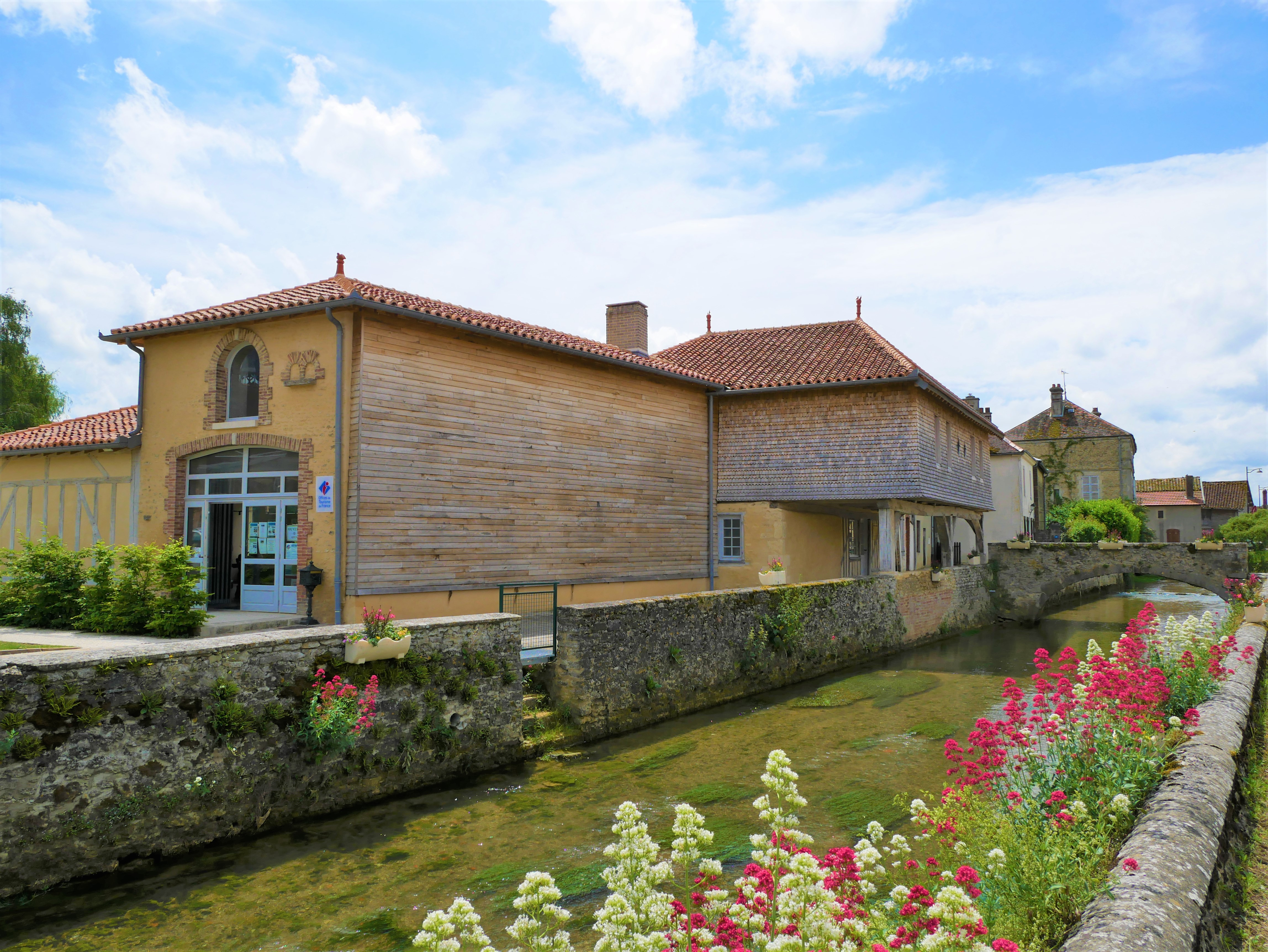
Office de Tourisme des Grands Lacs de Champagne, BIT de Soulaines-Dhuys.

- Hébergement touristique et autre hébergement de courte durée.
- Hôtels et hébergement similaire.
- Gîtes ruraux.
- Terrains de camping et parcs pour caravanes ou véhicules de loisirs.
- Hébergement médicalisé pour personnes âgées.

#### Commerces
- Commerces et services de proximité.
- Fabrication de tuiles et pots en terre

##### Activités économiques
- Depuis 1992, Soulaines-Dhuys accueille le centre de stockage de l'Aube, le plus grand centre de stockage en surface dans le monde de déchets radioactifs de faible et moyenne activité.

## Population et société

### Démographie

#### Évolution démographique
L'évolution du nombre d'habitants est connue à travers les recensements de la population effectués dans la commune depuis 1793. Pour les communes de moins de 10 000 habitants, une enquête de recensement portant sur toute la population est réalisée tous les cinq ans, les populations de référence des années intermédiaires étant quant à elles estimées par interpolation ou extrapolation. Pour la commune, le premier recensement exhaustif entrant dans le cadre du nouveau dispositif a été réalisé en 2007.

En 2022, la commune comptait 419 habitants, en évolution de +0,96 % par rapport à 2016 (Aube : +0,7 %, France hors Mayotte : +2,11 %).
| 1793 | 1800 | 1806 | 1821 | 1831 | 1836 | 1841 | 1846 | 1851 |
| ---- | ---- | ---- | ---- | ---- | ---- | ---- | ---- | ---- |
| 743  | 763  | 777  | 713  | 827  | 858  | 842  | 850  | 907  |

| 1856 | 1861 | 1866 | 1872 | 1876 | 1881 | 1886 | 1891 | 1896 |
| ---- | ---- | ---- | ---- | ---- | ---- | ---- | ---- | ---- |
| 826  | 830  | 866  | 805  | 790  | 778  | 697  | 667  | 637  |

| 1901 | 1906 | 1911 | 1921 | 1926 | 1931 | 1936 | 1946 | 1954 |
| ---- | ---- | ---- | ---- | ---- | ---- | ---- | ---- | ---- |
| 598  | 573  | 542  | 424  | 407  | 408  | 431  | 434  | 390  |

| 1962 | 1968 | 1975 | 1982 | 1990 | 1999 | 2006 | 2007 | 2012 |
| ---- | ---- | ---- | ---- | ---- | ---- | ---- | ---- | ---- |
| 353  | 311  | 270  | 253  | 254  | 267  | 292  | 297  | 338  |

| 2017 | 2022 | - | - | - | - | - | - | - |
| ---- | ---- | - | - | - | - | - | - | - |
| 413  | 419  | - | - | - | - | - | - | - |

### Enseignement
Établissements d'enseignements :
- Écoles maternelles et primaires à Soulaines-Dhuys, Morvilliers, Rives Dervoises.
- Collèges à La Porte du Der, Brienne-le-Château, Bar-sur-Aube, Colombey les Deux Églises, Wassy.
- Lycées à Bar-sur-Aube, Wassy.

### Santé
Professionnels et établissements de santé :
- Médecins à Soulaines-Dhuys, Sommevoire, Montier-en-Der, Bar-sur-Aube,
- Pharmacies à Montier-en-Der, Doulevant-le-Château, Bar-sur-Aube, Dienville,
- Hôpitaux à Montier-en-Der, Bar-sur-Aube, Brienne-le-Château, Wassy, Joinville, Saint-Dizier.

### Cultes
- Culte catholique, Ensemble Paroissial Ville Sur Terre[38], Diocèse de Troyes.

### Galerie d'images

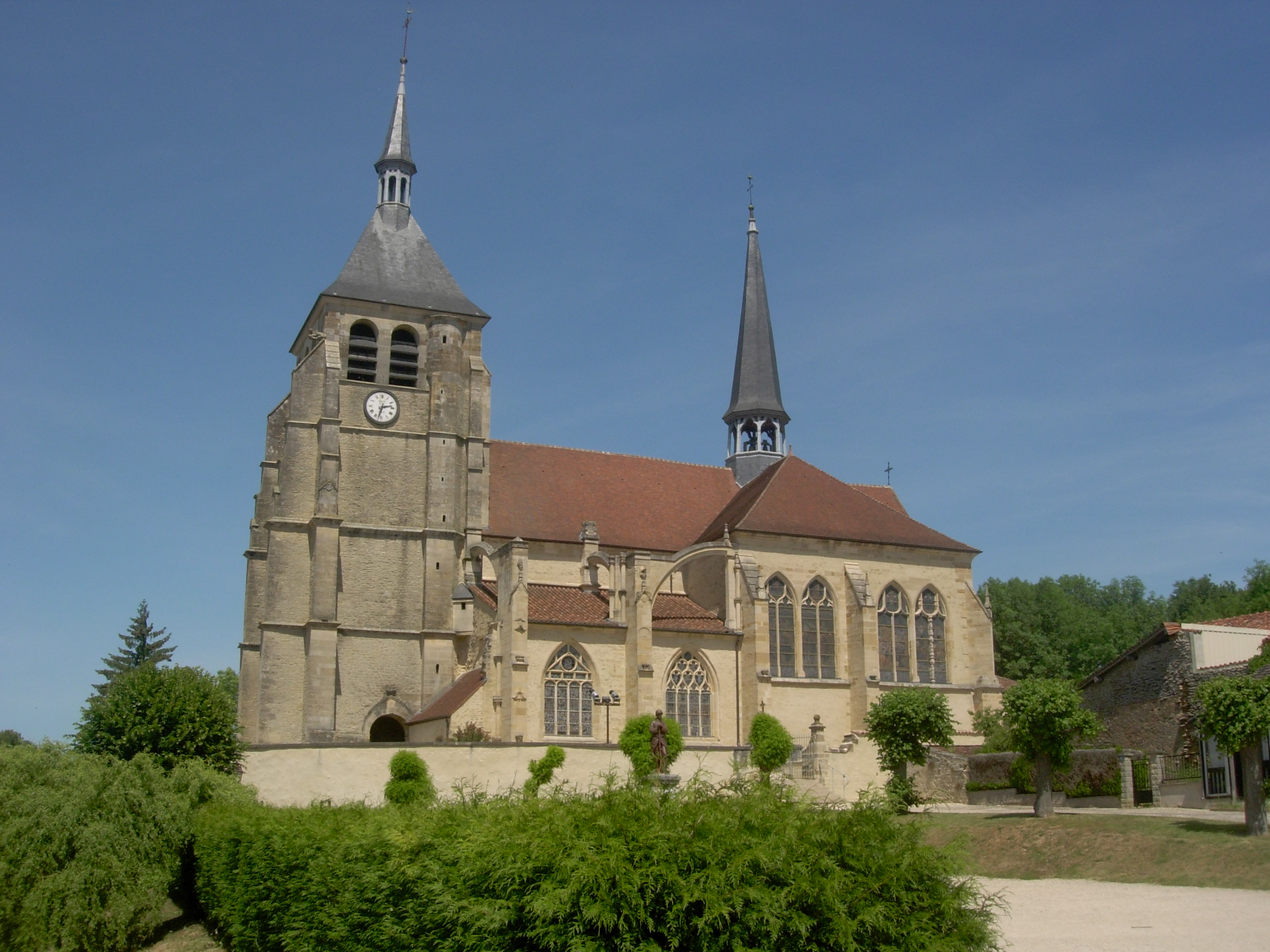
L'église de Soulaines.
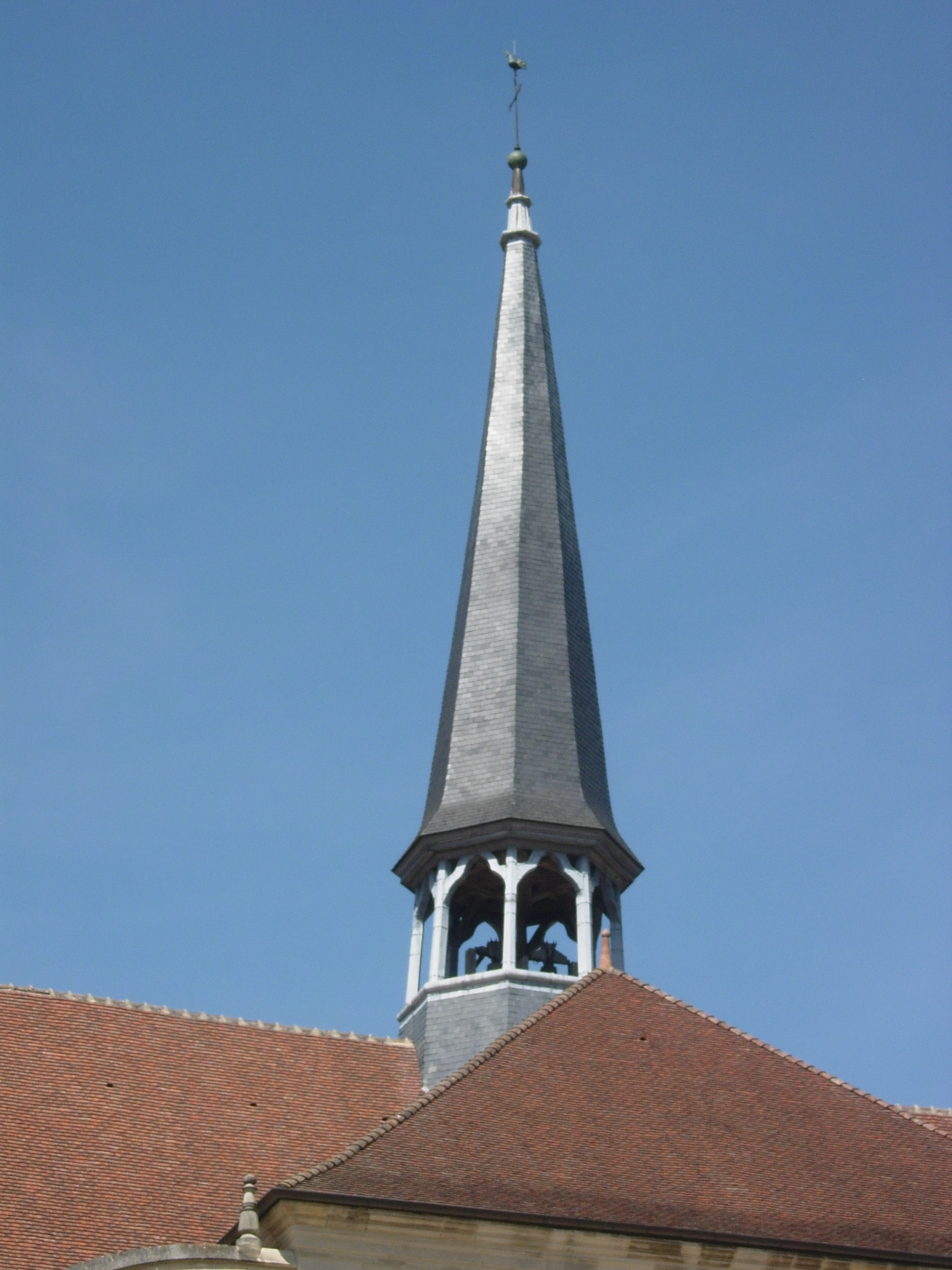
Le clocher.
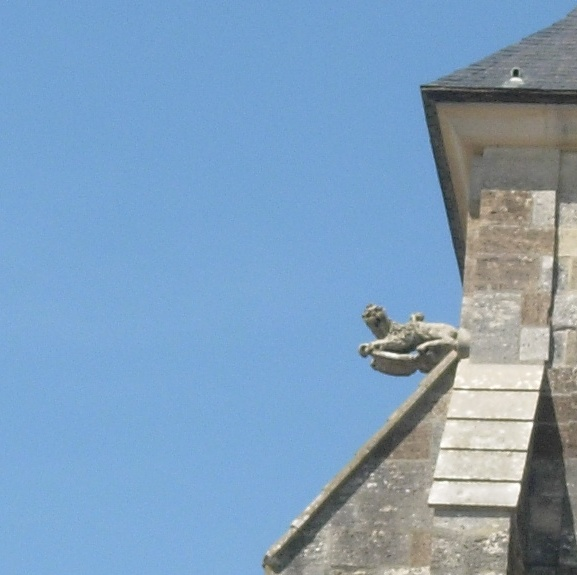
Une gargouille sur la tour.
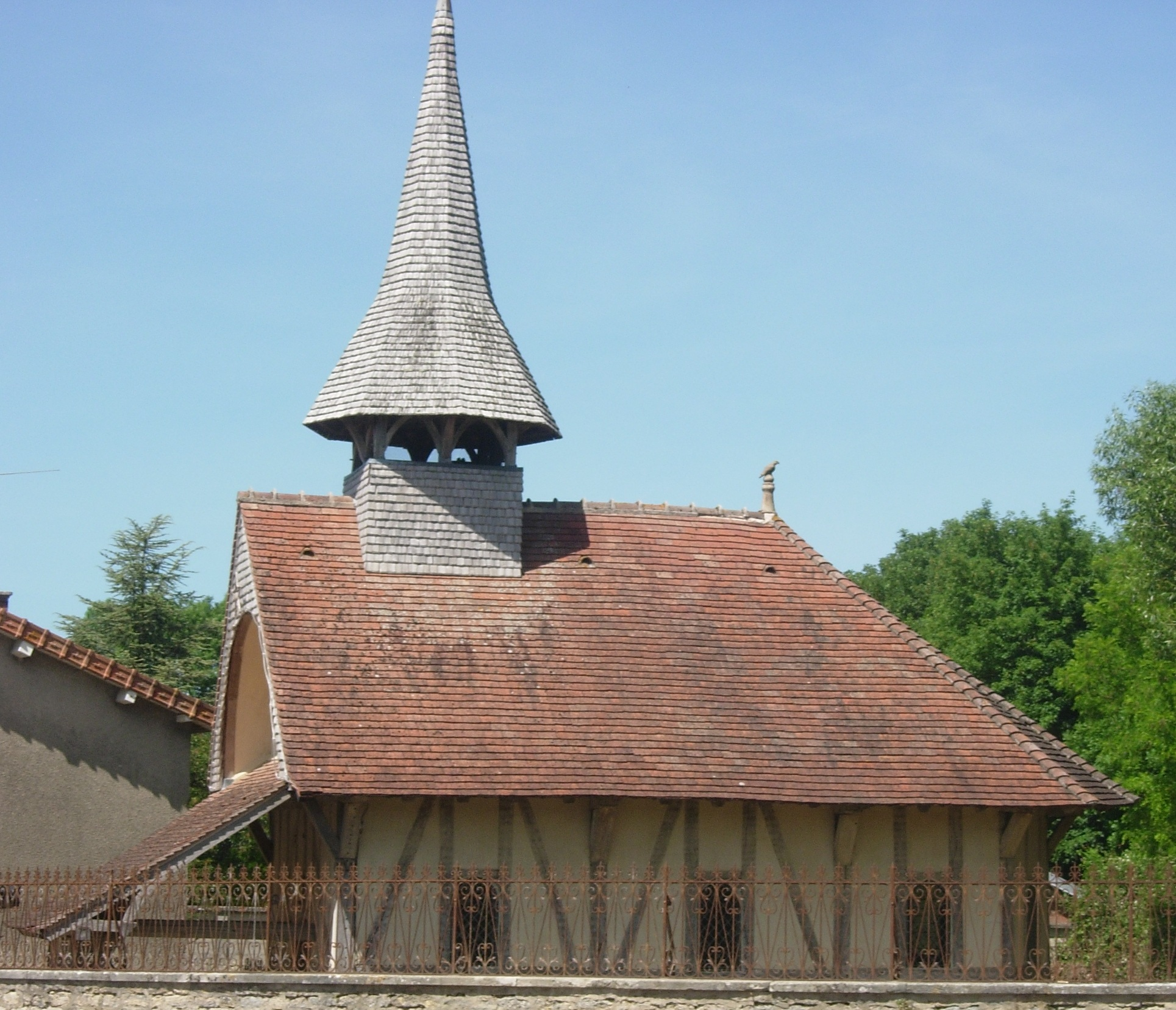
La chapelle Saint-Jean, à pans de bois.
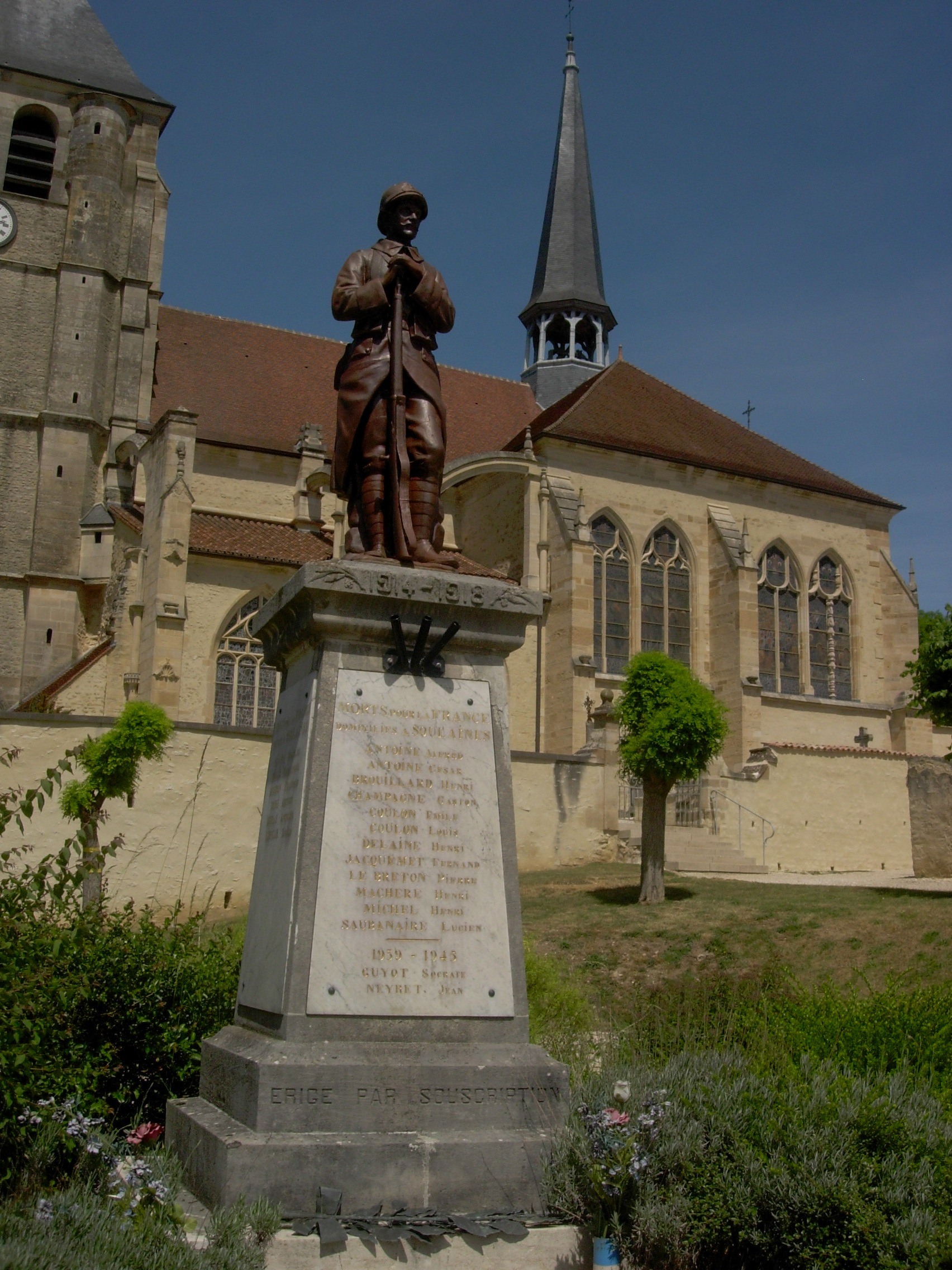
Le monument aux morts.
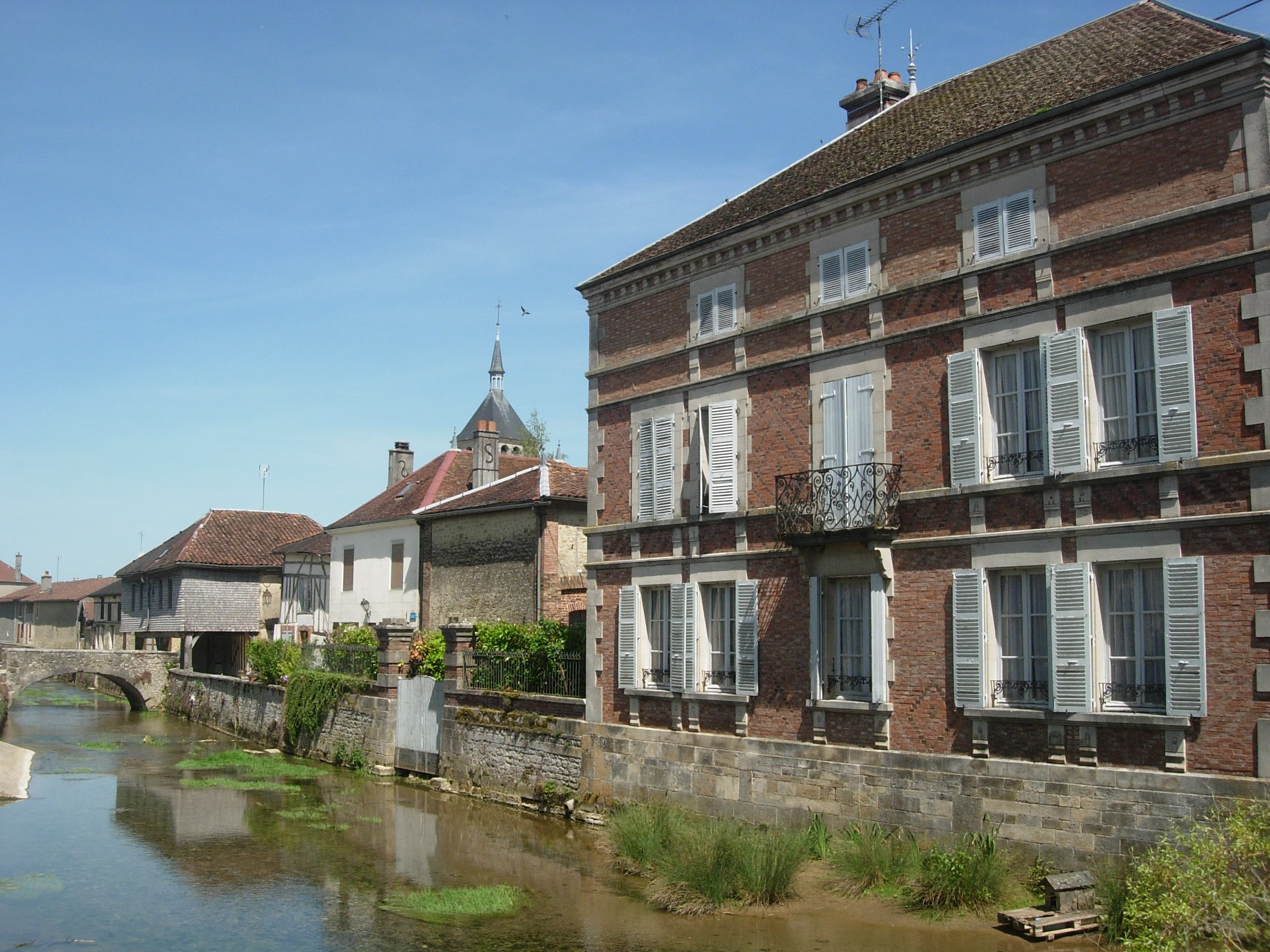
L'un des canaux qui traversent « la petite Venise » de l'Aube.
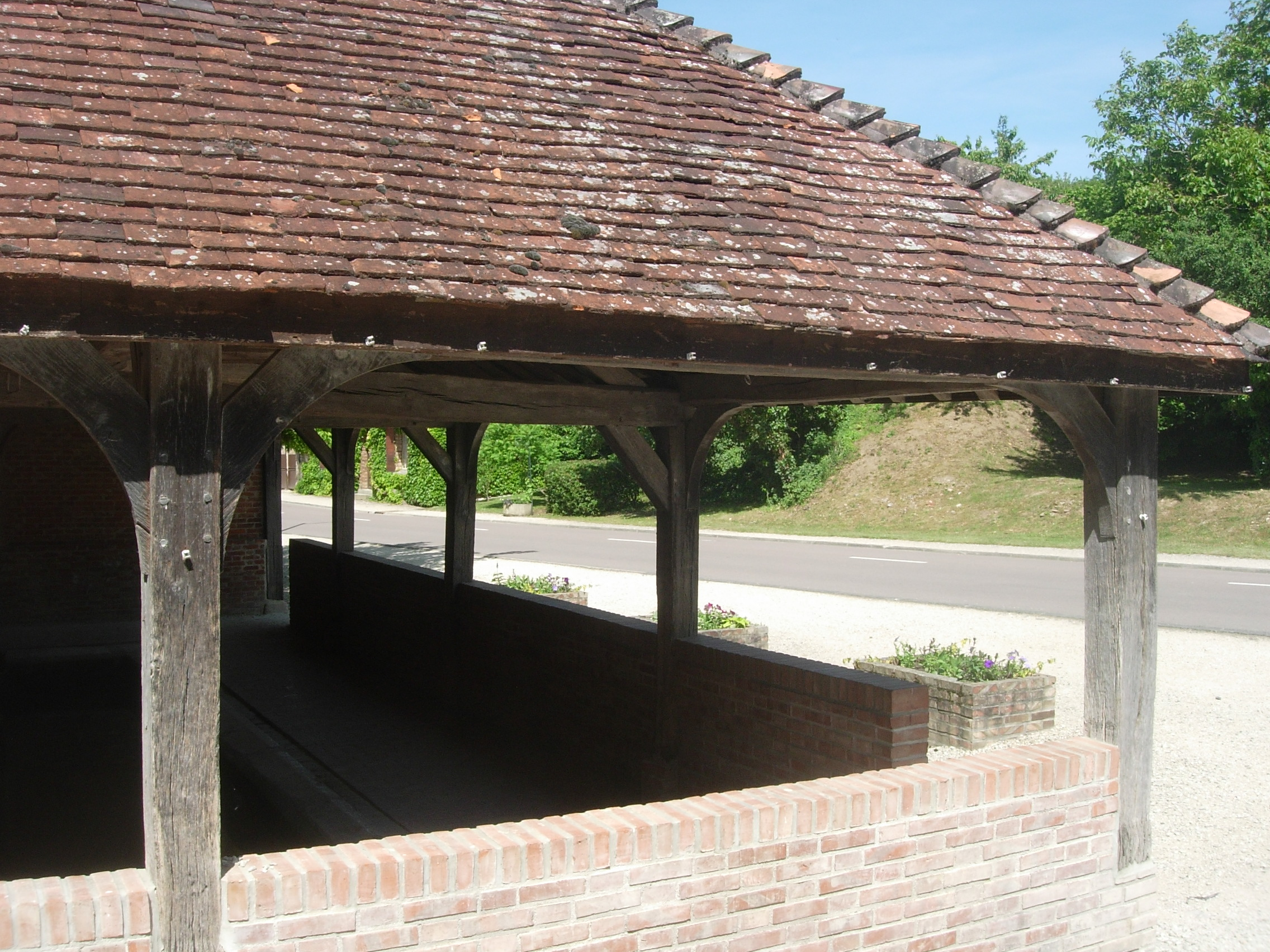
Le lavoir
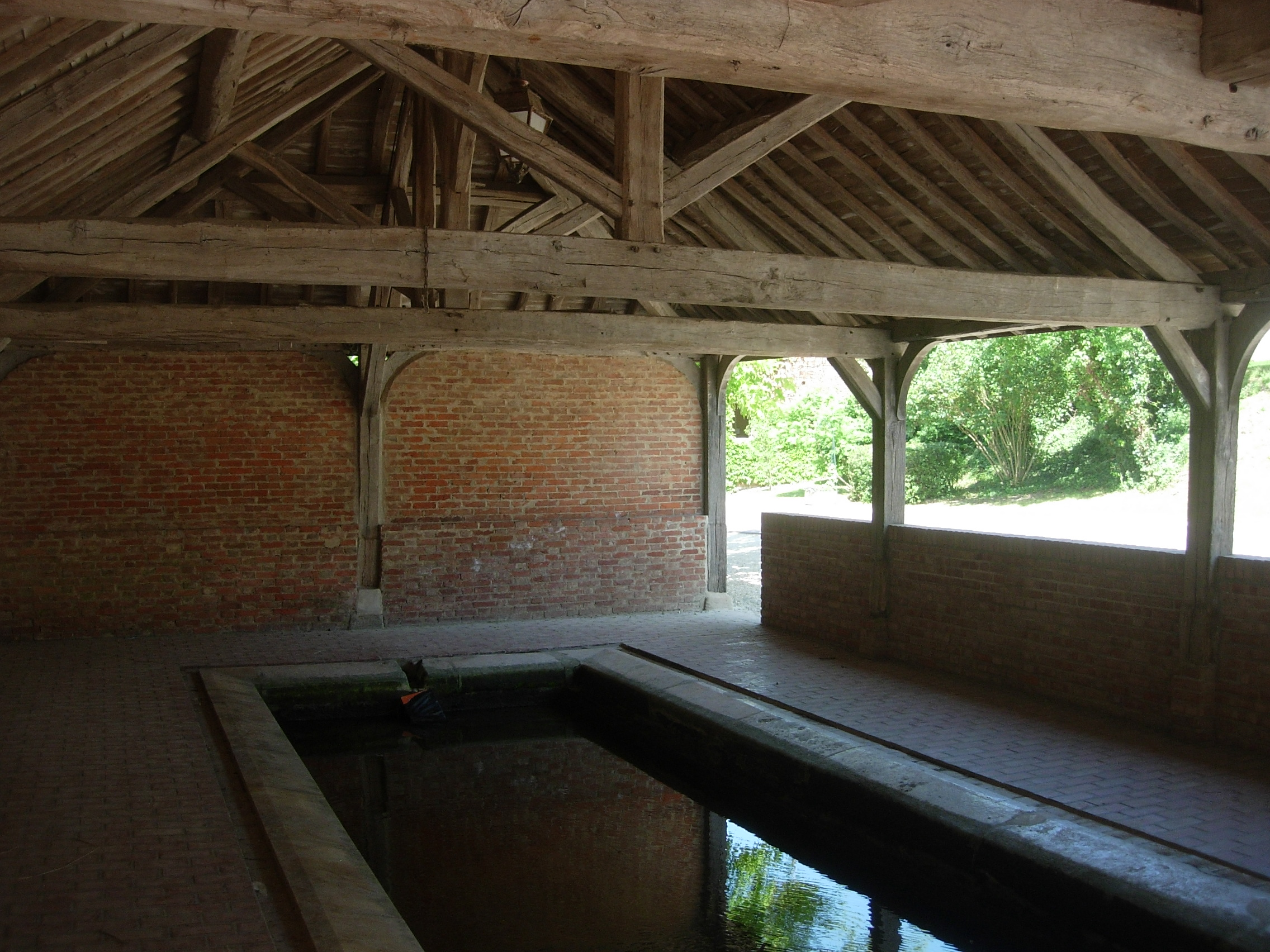
Le lavoir.

Patrimoine religieux :
- L'église Saint-Laurent de Soulaines-Dhuys, ancienne chapelle castrale[39]. Reconstruite durant la seconde moitié du XVIe siècle, elle aurait dû être plus grande. Le portail date de 1568. La tour date des XVIe et XVIIIe siècles. La flèche du XIXe siècle a été foudroyée le 17 août 1975; elle a été refaite depuis[40].

Cloches de 1753, et de 1673.
Statue Vierge à l'Enfant.
Statue Sainte Élisabeth (de Thuringe ?).
Statue Sainte Anne.
Statue Saint Jean.
Statue Saint Laurent.
Statue Saint Jean-Baptiste.
Tableau Descente de Croix.
Tableau Institution du Rosaire.
Tableau Saint Jacques.
Tableau Saint Laurent, saint Pierre, saint Étienne.
Tableau Sainte Famille.
- La chapelle Saint-Jean de Soulaines-Dhuys, à pans de bois du Pays du Der[55].

Cloche de 1542.
Autres patrimoines :
- Monument aux morts[57] : Conflits commémorés : Guerres 1914-1918 - 1939-1945[58].
- Les canaux qui traversent « la petite Venise ».
- Les lavoirs.

Patrimoine naturel : Résurgence de la Dhuys :

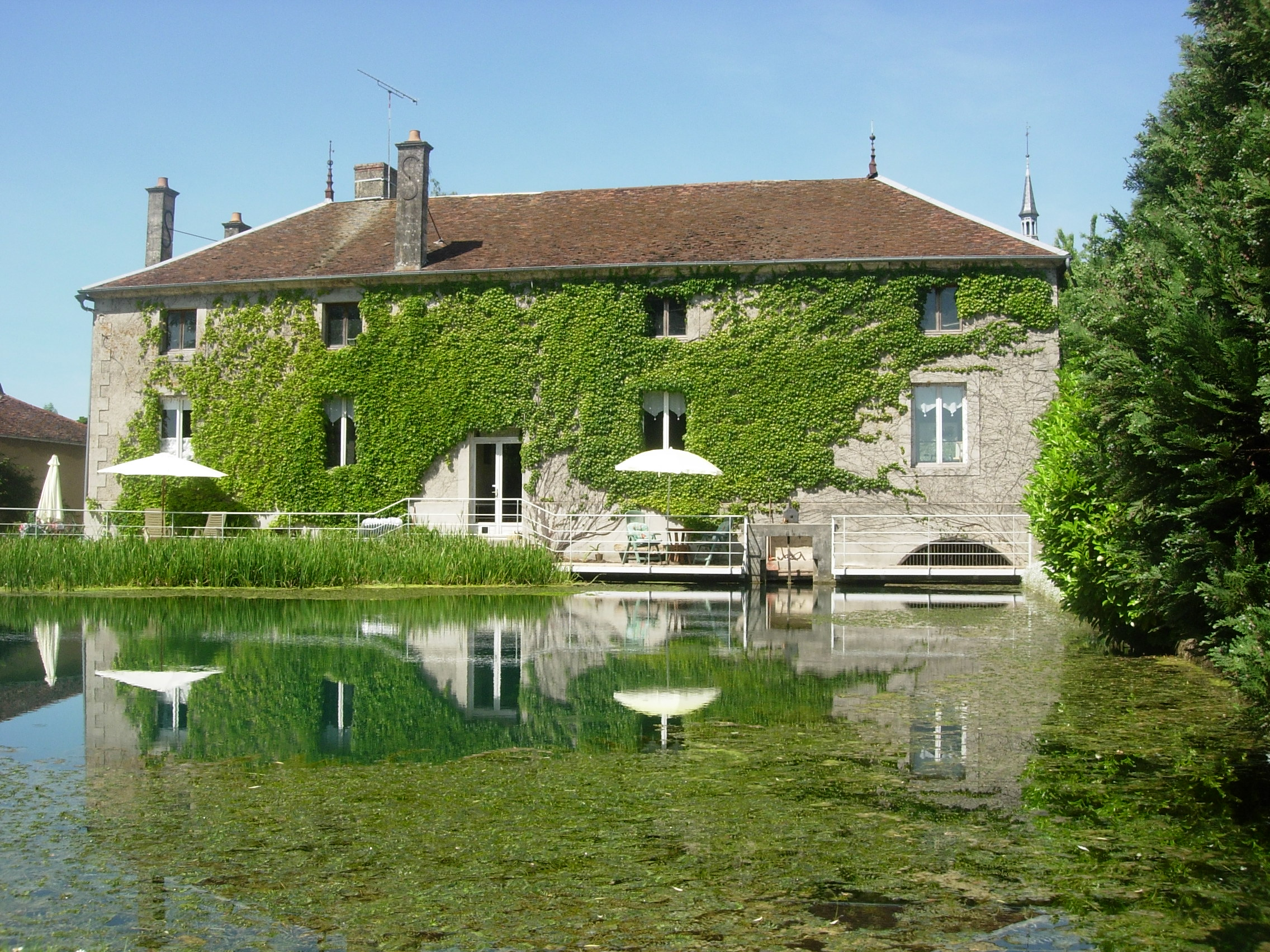
Le bassin de la résurgence et le moulin.
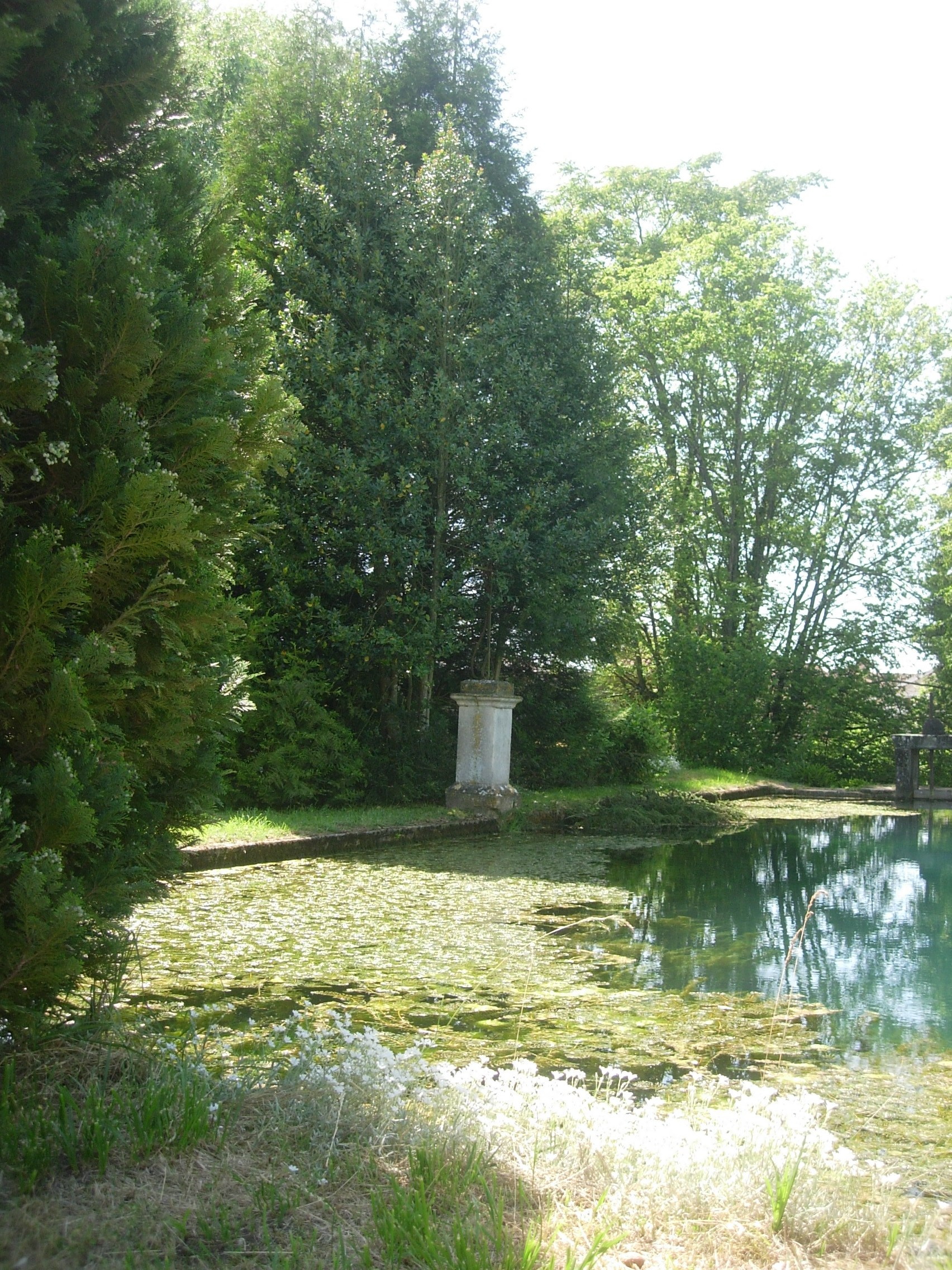
La croix et le bassin de la résurgence.

D'après une légende, les couples venaient autrefois danser à cet endroit. Ils ignoraient souvent les appels des cloches pour venir aux offices de l'église. En vérité, le Diable menait la danse. Un jour de fête, au son du dernier carillon, le châtiment est arrivé : un gouffre s'est creusé sous les pieds des danseurs et l'eau a jailli emportant quelques malheureux.

## Équipements

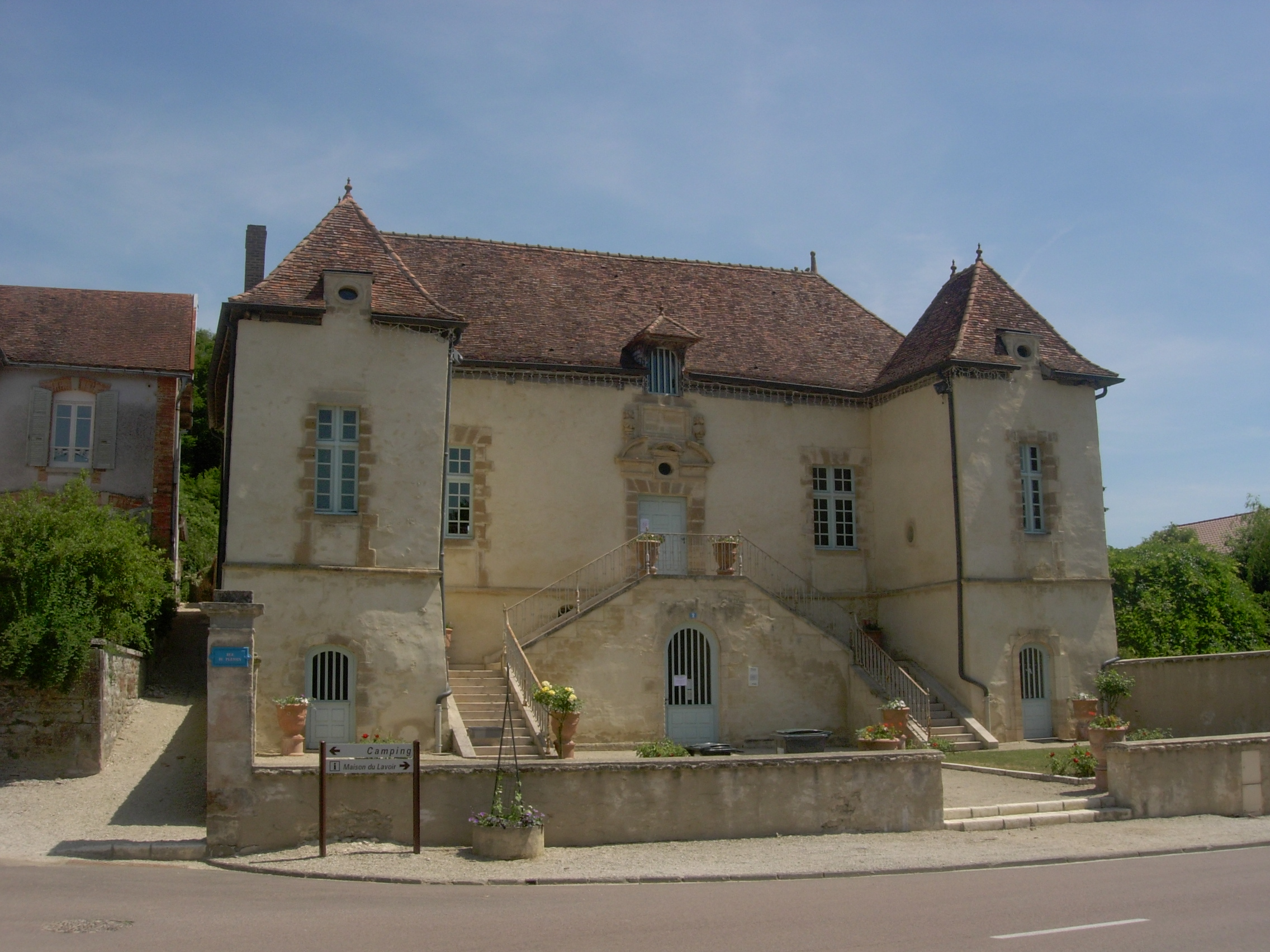
La bibliothèque.

- La bibliothèque municipale est située dans un ancien manoir. Informatisée avec le logiciel Absothèque, elle accueille les écoles et les habitants du village et propose des livres, des revues mais aussi des CD et des DVD. Une navette de la Bibliothèque départementale de prêt de l'Aube apporte des documents à la demande.
- Le Centre permanent d'initiatives pour l'environnement du pays de Soulaines, situé dans le domaine de Saint-Victor participe à la préservation de l'environnement en formant les plus jeunes, en instruisant des dossiers, en effectuant des études et aussi en préservant des espèces ou milieux fragiles.

## Lieux et monuments
- Chapelle Saint-Jean de Soulaines-Dhuys
- Église Saint-Laurent de Soulaines-Dhuys

## Héraldique
|  | Les armes du village se blasonnent ainsi : D’azur au pont ancien d’une seule arche d’argent, maçonné de sable, mouvant des flancs, soutenu d’une burelle ondée du même, accompagné en chef d’une fleur de lys d’or et en pointe d’une truite du même. |